# Taguasco
Taguasco è un comune di Cuba, situato nella provincia di Sancti Spíritus.